# Селезнёвский сельсовет
Селезнёвский сельсовет — сельское поселение в Тамбовском районе Тамбовской области Российской Федерации.
Административный центр и единственный населённый пункт — посёлок совхоза «Селезнёвский».

## История
Статус и границы сельского поселения установлены Законом Тамбовской области от 17 сентября 2004 года № 232-З «Об установлении границ и определении места нахождения представительных органов муниципальных образований в Тамбовской области».

## Население
| 2010  | 2012  | 2013  | 2014  | 2015  | 2016  | 2017  |
| ----- | ----- | ----- | ----- | ----- | ----- | ----- |
| 4503  | ↗4546 | ↘4518 | ↗4519 | ↘4477 | ↘4461 | ↘4431 |
| 2018  | 2019  | 2020  | 2021  |       |       |       |
| →4431 | ↘4407 | ↘4361 | ↗4380 |       |       |       |